# Silas Rondeau
Silas Rondeau Cavalcante Silva GCRB • GOMM (lê-se Rondô; Barra do Corda, 15 de dezembro de 1952) é um engenheiro eletricista brasileiro. Com 30 anos de experiência no setor de energia, chegou a presidência da Eletrobras no governo Lula.
Em 2020, foi alvo de prisão na Operação Lava Jato num desdobramento batizado de Operação Fiat Lux, contra fraudes na Eletronuclear, com pagamentos no exterior.

## Biografia
Ocupou diversos cargos em empresas estatais de geração e distribuição de energia elétrica até ser indicado para o cargo de ministro de Minas e Energia pelo presidente Luiz Inácio Lula da Silva, em julho de 2005, permanecendo no mesmo até maio de 2007, quando pediu demissão a Lula ao ser acusado de integrar esquema de fraude de licitações.
É formado em engenharia elétrica pela Universidade Federal de Pernambuco (UFPE), com especialização em engenharia de linhas de transmissão pela Universidade Federal do Rio de Janeiro (UFRJ).

## Presidente da Eletrobras
Em 12 de maio de 2004 foi nomeado presidente e membro do conselho de administração das Centrais Elétricas Brasileiras (Eletrobras) por José Sarney. Anteriormente, fora presidente das Centrais Elétricas do Norte do Brasil (Eletronorte).[carece de fontes?]

### Demissão da Eletrobras
Em 22 de maio de 2007 Silas Rondeau entregou uma carta de demissão ao então presidente Lula devido ao seu envolvimento em esquemas de fraudes em licitações para realização de obras públicas. Segundo a investigação da Polícia Federal, foram feitas gravações que comprovariam o envolvimento de Silas com a empreiteira Gautama.

## Presidente da ENBPar
Em agosto de 2024, foi nomeado presidente da ENBPar, empresa estatal holding das empresas Itaipu Binacional e Eletronuclear (Usinas Angra 1, 2 e 3).

## Acusações de corrupção

### Operação Navalha
Quando foi denunciado na Operação Navalha, em maio de 2008, Rondeau já era alvo de outro inquérito da PF, desta vez destinado a apurar tráfico de influência em órgãos públicos e outros ilícitos, também com o envolvimento do empresário Fernando Sarney, filho do presidente do Senado José Sarney (PMDB-AP), de quem Rondeau é amigo e aliado político.[carece de fontes?]

### Escândalo dos atos secretos
Após o escândalo dos atos secretos, foi descoberto também que a filha de Silas Rondeau, a jovem Nathalie Rondeau, de 23 anos, foi nomeada em 26 de agosto de 2005, por meio de um ato secreto, para trabalhar no Conselho Editorial do Senado.

### Operação Lava Jato
Em março de 2016, Delcídio do Amaral acusou em delação premiada os ex-ministros Antonio Palocci, Erenice Guerra, e Silas Rondeau, de envolvimento num esquema de 45 milhões de reais.
No dia 25 de junho de 2020, foi alvo de mandato de prisão pela operação Lava-Jato, no âmbito da propina na Eletronuclear.